# Ödsmål, Stenungsunds kommun
Ödsmål är en tätort i Ödsmåls socken i norra delen av Stenungsunds kommun i Västra Götalands län. Från kommunens centralort Stenungsund är det ungefär en halvmil till Ödsmål.
Öster om Ödsmål, i Talbo vid sjön Stora Hällungen ligger badplatsen Bredvik och i väster finns salta bad vid den kommunala badplatsen Söskär.
Strax sydväst om den avgränsade tätorten ligger Ödsmåls kyrka.

## Befolkningsutveckling
| Befolkningsutvecklingen i Ödsmål 1980–2020                                                   | Befolkningsutvecklingen i Ödsmål 1980–2020 | Befolkningsutvecklingen i Ödsmål 1980–2020 | Befolkningsutvecklingen i Ödsmål 1980–2020 | Befolkningsutvecklingen i Ödsmål 1980–2020 |
| -------------------------------------------------------------------------------------------- | ------------------------------------------ | ------------------------------------------ | ------------------------------------------ | ------------------------------------------ |
|                                                                                              |                                            |                                            |                                            |                                            |
| År                                                                                           |                                            |                                            | Folkmängd                                  | Areal (ha)                                 |
| 1980                                                                                         | 1980                                       |                                            | 401                                        |                                            |
| 1990                                                                                         | 1990                                       |                                            | 461                                        | 47                                         |
| 1995                                                                                         | 1995                                       |                                            | 537                                        | 83                                         |
| 2000                                                                                         | 2000                                       |                                            | 552                                        | 84                                         |
| 2005                                                                                         | 2005                                       |                                            | 557                                        | 85                                         |
| 2010                                                                                         | 2010                                       |                                            | 608                                        | 85                                         |
| 2015                                                                                         | 2015                                       |                                            | 1 414                                      | 367                                        |
| 2020                                                                                         | 2020                                       |                                            | 1 461                                      | 358                                        |
| Anm.: Ny tätort 1980. 2015 sammanvuxen med Starrkärr och Näs. Småorten Öberget utbruten 2020 |                                            |                                            |                                            |                                            |

## Samhället
I Ödsmål finns Ekenässkolan, en skola med cirka 300 elever från förskoleklass till årskurs 6. Dessutom finns det tre förskolor i Ödsmål, två kommunala och en fristående. 
Vid Ödsmål går E6. Bohusbanan passerar genom orten.

## Näringsliv
I Ödsmål finns petrokemiföretaget Perstorp Oxo. Här finns också en obemannad dygnet-runt-öppen matbutik samt Jordhammars Herrgård med restaurang och vandrarhem. 

## Föreningsliv
I Ödsmål finns ett flertal framträdande idrottsföreningar och många ungdomar ägnar sig åt fotboll i Ödsmåls IK, åt ridning i Stenungsunds Ridklubb, eller åt segling i Ödsmåls Kappseglingsklubb, som har en egen seglarskola sommartid.
På orten finns också en aktiv hembygdsförening och en bygdegård.